# Stefan Schwarzmann

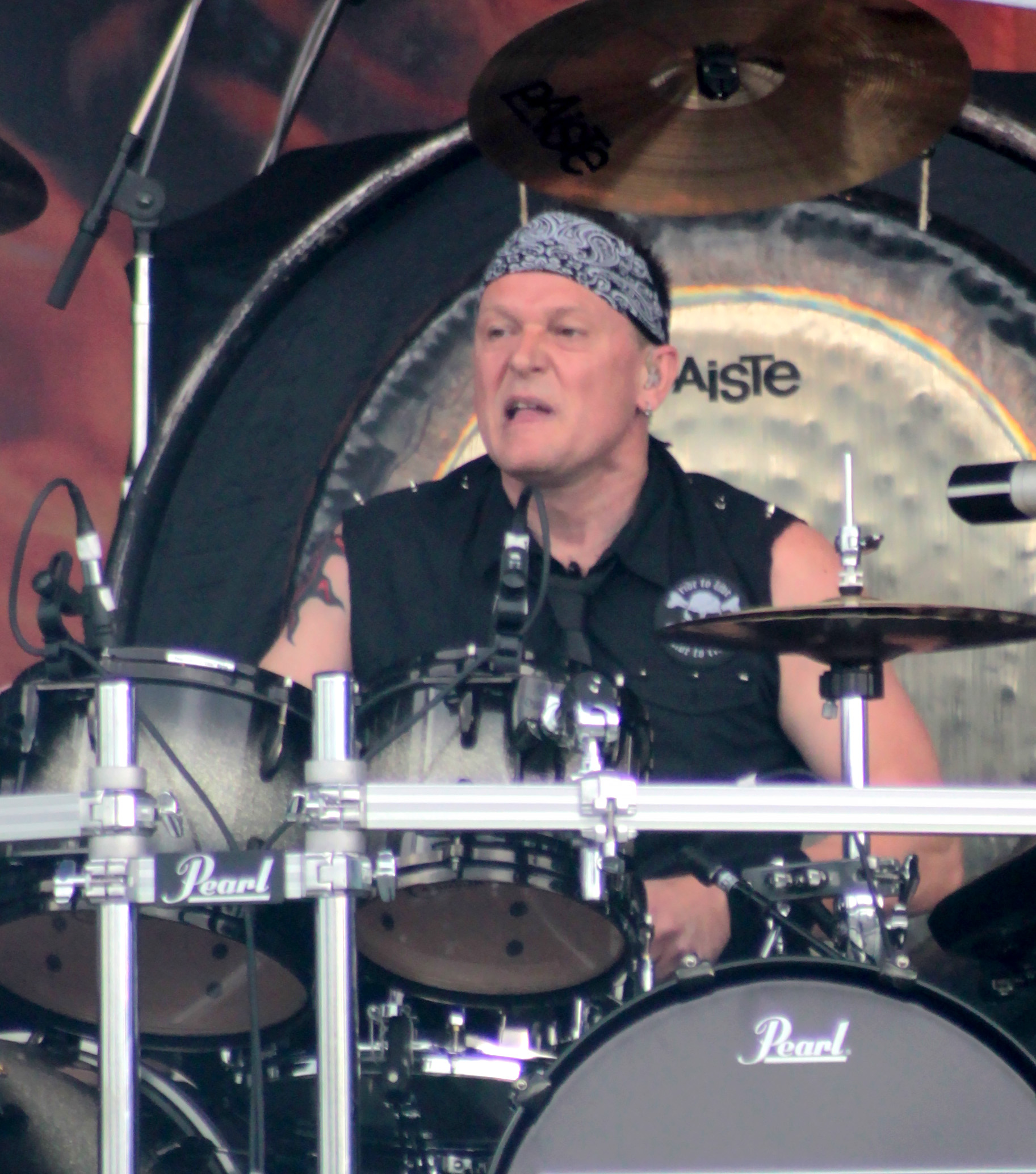
Stefan Schwarzmann beim Hellfest 2013

Stefan Schwarzmann (* 11. November 1965 in Erlangen) ist ein deutscher Musiker, der als Schlagzeuger von Heavy-Metal-Bands wie Running Wild, U.D.O., Accept oder Helloween Bekanntheit erlangte.

## Biografie
Schwarzmann begann im Alter von 14 Jahren mit dem Schlagzeugspielen, als sein Vater ihm sein Drumkit überließ. Er trommelte zu Songs von Drummer Clive Burr von Iron Maiden und Cozy Powell und brachte sich das Drumming dadurch selbst bei. Mit einigen Schulkameraden gründete er die Band Born Loosers, die einige Auftritte hatten. Zusätzliche Erfahrungen sammelte er bei den Bands Cronos Titan, Canberra oder Die Suicides. Für Die Suicides saß er in den folgenden 20 Jahren immer wieder mal am Schlagzeug. Mit vielen der alten Kameraden macht er heute noch gelegentlich Musik.
1987 startete er mit einem Engagement bei Running Wild in die internationale Musikszene. Neben dem Livealbum Ready for Boarding ist er auf dem 1988 erschienenen Studioalbum Port Royal zu hören, bevor er zu U.D.O. wechselte und dort die Alben Mean Machine, Faceless World und Timebomb einspielte.
1992 folgte ein weiteres Gastspiel bei Running Wild, bei dem er das Album Pile of Skulls einspielte. Nach der darauf folgenden Tour entließ Sänger und Gitarrist Rolf Kasparek die gesamte Band, worauf die geschassten Musiker die Band X-Wild ins Leben riefen. Schwarzmann ist auf den Alben So What! und Monster Effect zu hören, bevor er 1995 bei Accept einstieg, die sich 1989 aufgelöst und 1993 wieder vereint hatten. Schlagzeuger Kaufmanns Rückenleiden führte dazu, dass dieser 1994 seine Karriere beenden und an Schwarzmann übergeben musste. Schwarzmann ist bei zwei Titeln auf dem Studioalbum Death Row sowie auf der Live-CD All Areas – Worldwide zu hören. Unstimmigkeiten innerhalb der Band führten nach der Tour zu Predator 1997 zur erneuten Auflösung von Accept. Der Sänger Udo Dirkschneider formierte daraufhin seine 1987 gegründete Band U.D.O. neu und nahm zusammen mit Stefan Schwarzmann und Stefan Kaufmann an der Gitarre die Alben Solid und No Limits auf.
1994 entdeckte Schwarzmann sein Interesse für multikulturelle Rhythmen und widmete sich vermehrt dem Hand- und Effektpercussion-Bereich. Er beteiligte sich an diversen Funk- und Fernsehprojekten und unterstützte andere Künstlern bei deren Aufnahmen. Bei verschiedenen Projekten, zum Beispiel mit dem Duo Mystica, Pookah, Willi Dentler and Friends oder Hummerstein´94, probierte er sich in den Bereichen Improvisation, Rhythmus und Schlagtechniken aus. Außerdem ist er Ende der 1990er Jahre im Ensemble Dirrekt sowie mit Tilo Heider im Multi-Percussion-Performance Projekt Duo Toccata zu hören.
2001 spielte er für die deutsche Powermetal-Band Voice auf dem Album Golden Signs. Im Jahr 2003 nahm er mit Skew Siskin Album of the Year auf.
Im Jahr 2003 kehrte Schwarzmann in die Metal-Szene zurück. Die Band Helloween veröffentlichte im Mai 2003 mit Rabbit Don’t Come Easy ein neues Studioalbum. Auf dem Album ist Schlagzeuger Cross allerdings nur auf zwei Songs zu hören, da er während der Aufnahmen am Pfeifferschen Drüsenfieber erkrankte und die Band verlassen musste. Mikkey Dee von Motörhead vervollständigte die Schlagzeug-Aufnahmen, konnte aber aufgrund seines Engagements bei Motörhead keinen weitergehenden Beitrag leisten. Neuer Drummer wurde schließlich Stefan Schwarzmann. Mitte 2003 folgte die längste Tournee in der Geschichte der Band; die Tour endete im Februar 2004 in Japan. Im Sommer 2004 spielte die Band nach einigen großen Festivals vor über 40.000 Leuten ein Jubiläumskonzert auf dem Wacken Open Air. Schwarzmann tourte mit der Band und spielt einige B-Seiten ein, bevor er Helloween Anfang 2005 noch vor den Aufnahmen zu Keeper of the Seven Keys – The Legacy wieder verließ.
Im Jahr 2005 war er Teil einer erneuten Accept-Reunion, die für einige Auftritte bei Festivals (u. a. RockHard und Wacken) sowie Hallenkonzerten und einer Tour durch Japan in der Besetzung Udo Dirkschneider, Wolf Hoffmann, Herman Frank, Peter Baltes und Stefan Schwarzmann gemeinsam rockt – um sich anschließend wieder aufzulösen.
Nach einer Konzertreise der Band Krokus verließen Lead-Gitarrist Fernando von Arb und Schlagzeuger Patrick Aeby im Oktober 2005 die Band – Schwarzmann übernahm Aebys Posten. Im Mai 2006 tourte Krokus mit Axxis im Vorprogramm als Headliner durch Deutschland, ab Oktober als Headliner durch Europa, ehe die Band im Januar und Februar 2007 als Special Guest von Hammerfall auf europäischen Bühnen zu sehen war. Nach einem Auftritt in Malta 2008 verkündete die Band eine „künstlerische Pause“ und Schwarzmann, der seinen Wohnsitz mittlerweile in die Schweiz verlegt hatte, spielte ein weiteres Konzert als Drummer der Suicides.
Anfang 2008 zerfiel die aktuelle Krokusformation, da Sänger Storace einer Reunion zustimmte. Die künstlerische Pause war genutzt worden, um umzusetzen, was viele Fans schon vermuteten: Marc Storace offenbarte Mandy Meyer, Dominique Favez, Tony Castell und Stefan Schwarzmann seine Entscheidung, fortan wieder mit der sogenannten „Urformation“ weitermachen zu wollen und bald darauf waren Fernando von Arb, Bassist Chris von Rohr und Schlagzeuger Freddy Steady wieder als feste Bandmitglieder mit an Bord. Accept meldeten sich im Sommer 2009 mit Schwarzmann in die Schlagzeilen zurück. Neuer Sänger war nun Mark Tornillo (ehemals T.T. Quick). Udo Dirkschneider und Stefan Kaufmann hatten an einem Wiedereinstieg kein Interesse und blieben bei U.D.O., die sich nach der Auflösung von Accept im Jahr 1997 neu formatiert hatten. Im Mai 2010 erschien das Album Blood of the Nations, welches bis auf Platz 4 der deutschen Albumcharts vorstieß. In der Folge absolvierte Schwarzmann mit Accept eine ausgiebige Welttournee vor meist ausverkauften Häusern. Highlights dieser Tour waren die Auftritte als Support von AC/DC vor 80.000 Zuschauern in Hannover und Stuttgart.
2012 wurde das Album 'Stalingrad' veröffentlicht, 2014 folgte der Longplayer Blind Rage, der auf Platz 1 der deutschen Albumcharts landete. Im Dezember 2014 verließen sowohl Gitarrist Hermann Frank als auch Drummer Stefan Schwarzmann die Band, nach öffentlichen Angaben in aller Freundschaft.
Schwarzmann gründete noch im selben Jahr die Band Panzer. Er unterhielt sich mit Norbert Mandel, dem Betreiber des Clubs Z7 im schweizerischen Pratteln über diese Idee. Mandel schlug eine Triobesetzung mit dem Gitarristen Herman Frank (u. a. Accept und Victory) vor. Für den Posten des Sängers und Bassisten wurde Marcel „Schmier“ Schirmer von der Band Destruction gewonnen.
Im Frühjahr 2014 nahm die Band ihr Debütalbum auf, bevor Panzer im September des gleichen Jahres vom deutschen Label Nuclear Blast unter Vertrag genommen wurde. Aus rechtlichen Gründen musste der Bandname auf „The German Panzer“ geändert werden. Am 28. November 2014 erschien das Debütalbum ‚Send Them All to Hell‘. Im Jahre 2015 spielte „The German Panzer“ bei Festivals wie dem Summer Breeze und dem Metal Hammer Paradise.
Herman Frank verließ im Laufe des Jahres 2016 die Band wieder. Als Nachfolger wurden mit Pontus Norgren (Hammerfall) und V.O. Pulver (Gurd, Poltergeist) gleich zwei Gitarristen vorgestellt. Da die Band nun neben zwei Deutschen einen Schweden und einen Schweizer hat, benannte sich die Band in „Pänzer“ um.
Am 6. Oktober 2017 veröffentlichte die Band ihr zweites Studioalbum Fatal Command. Das erste offizielle Musik-Video zum Titel-Song Fatal Command wurde von Kai Swillus (Buntmetall) im Schweizer Kultclub Z7 gedreht.